# Episodi di Pretty Little Liars (prima stagione)
La prima stagione della serie televisiva Pretty Little Liars è andata in onda negli Stati Uniti d'America dall'8 giugno 2010 sul canale ABC Family. Inizialmente l'ordine era di 10 episodi, ma visto il buon riscontro di ascolti ottenuto dalla serie, la ABC ha deciso di aggiungere altri 12 episodi ai 10 già ordinati.
In Italia la stagione è andata in onda dal 21 febbraio 2011 al 18 luglio 2011 su Mya, canale pay della piattaforma Mediaset Premium.
In chiaro è stata trasmessa dal 10 giugno al 9 luglio 2013 su Italia 1.
L'antagonista di questa stagione è -A.
| nº | Titolo originale                              | Titolo italiano                       | Prima TV USA     | Prima TV Italia  |
| -- | --------------------------------------------- | ------------------------------------- | ---------------- | ---------------- |
| 1  | Pilot                                         | Sono ancora qui                       | 8 giugno 2010    | 21 febbraio 2011 |
| 2  | The Jenna Thing                               | La cosa di Jenna                      | 15 giugno 2010   | 28 febbraio 2011 |
| 3  | To Kill a Mocking Girl                        | Uccidere la ragazza che ti deride     | 22 giugno 2010   | 7 marzo 2011     |
| 4  | Can You Hear Me Now?                          | Mi senti ora?                         | 29 giugno 2010   | 14 marzo 2011    |
| 5  | Reality Bites Me                              | La realtà mi morde                    | 6 luglio 2010    | 21 marzo 2011    |
| 6  | There's No Place Like Homecoming              | Il ballo degli ex alunni              | 13 luglio 2010   | 28 marzo 2011    |
| 7  | The Homecoming Hangover                       | I postumi del ballo                   | 20 luglio 2010   | 4 aprile 2011    |
| 8  | Please Do Talk About Me When I'm Gone         | Parlate di me, quando non ci sarò più | 27 luglio 2010   | 11 aprile 2011   |
| 9  | The Perfect Storm                             | La tempesta perfetta                  | 3 agosto 2010    | 18 aprile 2011   |
| 10 | Keep Your Friends Close                       | Tieni vicini i tuoi amici             | 10 agosto 2010   | 25 aprile 2011   |
| 11 | Moments Later                                 | Poco dopo                             | 3 gennaio 2011   | 2 maggio 2011    |
| 12 | Salt Meets Wound                              | Sale sulle ferite                     | 10 gennaio 2011  | 9 maggio 2011    |
| 13 | Know Your Frenemies                           | Il tuo miglior nemico                 | 17 gennaio 2011  | 16 maggio 2011   |
| 14 | Careful What U Wish 4                         | Fai attenzione a ciò che desideri     | 24 gennaio 2011  | 23 maggio 2011   |
| 15 | If At First You Don't Succeed, Lie, Lie Again | Bugie, ancora bugie                   | 31 gennaio 2011  | 30 maggio 2011   |
| 16 | Je Suis Une Amie                              | Sono un'amica                         | 7 febbraio 2011  | 6 giugno 2011    |
| 17 | The New Normal                                | Messaggio in Braille                  | 14 febbraio 2011 | 13 giugno 2011   |
| 18 | The Badass Seed                               | Il seme del male                      | 21 febbraio 2011 | 20 giugno 2011   |
| 19 | A Person of Interest                          | Apparenze                             | 28 febbraio 2011 | 27 giugno 2011   |
| 20 | Someone to Watch over Me                      | Qualcuno che mi protegga              | 7 marzo 2011     | 4 luglio 2011    |
| 21 | Monsters in the End                           | La chiave                             | 14 marzo 2011    | 11 luglio 2011   |
| 22 | For Whom the Bell Tolls                       | Per chi suona la campana              | 21 marzo 2011    | 18 luglio 2011   |

## Sono ancora qui
- Titolo originale: Pilot
- Diretto da: Lesli Linka Glatter
- Scritto da: Marlene King

### Trama
Rosewood, Pennsylvania. Un gruppo di cinque amiche adolescenti, formato da Alison DiLaurentis, Spencer Hastings, Hanna Marin, Aria Montgomery ed Emily Fields, sta passando una sera di fine estate (Labor Day) nel fienile della famiglia di Spencer, tra alcol e divertimenti vari. All’improvviso, nel cuore della notte, Aria si sveglia senza trovare né Spencer, né Alison, quando la prima emerge dall’ombra e annuncia che Ali sembra essere sparita nel nulla. 
A distanza di un anno dalla misteriosa scomparsa di Alison, di cui tutt’ora non si hanno tracce, le restanti quattro ragazze si sono allontanate, dopo aver perso la loro “ape regina”, e ognuna di loro ha preso la propria strada: Spencer, intelligente e brillante, si sforza continuamente di essere la figlia perfetta agli occhi dei facoltosi genitori, Peter e Veronica Hastings, entrambi eccellenti avvocati che aspirano solo al meglio, anche se la ragazza è in netta competizione con sua sorella maggiore, Melissa, fidanzatasi da poco con Wren Kingston, uno studente di medicina col quale Spencer instaura un insolito legame.
Hanna, da ragazza cicciottella e compatita dalle amiche, si è trasformata nella più bella e popolare della scuola, nonostante passi una difficile situazione familiare, dal momento che suo padre, Tom Marin, ha lasciato lei e la madre Ashley, il che l’ha spinta a compiere, di tanto in tanto, dei piccoli furti in negozi insieme alla sua nuova migliore amica, Mona Vanderwall, una ragazza un tempo bullizzata da Alison.
Aria, di ritorno dall’Islanda dopo l’anno sabbatico del padre, Byron Montgomery, deve mantenere il segreto circa il fatto che Byron, in precedenza, abbia tradito sua moglie Ella, mentre conosce e s’innamora di un giovane poco più grande di lei, Ezra Fitz, che si rivelerà però essere il suo nuovo insegnante di letteratura, cosa che porrà delle distanze tra i due, malgrado la loro forte attrazione reciproca.
Infine Emily, sportiva e tenace, ma al tempo stesso fragile e sensibile, è la sola che ancora non riesce a dimenticare Alison e a superare l’accaduto, e che comincerà a nutrire dei dubbi sul proprio orientamento sessuale dopo l’incontro con Maya St. Germain, nuova arrivata a Rosewood e residente nella vecchia casa dei DiLaurentis, famiglia di Alison che ha preferito vendere l’immobile e trasferirsi altrove dopo la scomparsa della giovane.
Le quattro ragazze sono costrette a riallacciare i rapporti e a far fronte comune contro “A”, un utente anonimo che inizia a inviar loro dei messaggi inquietanti, in cui minaccia di rendere pubblici i loro segreti più intimi, segreti che solamente Alison conosceva (come l’aneddoto del bacio tra Spencer e Ian Thomas, ex fidanzato di Melissa). In un primo momento, le quattro pensano che “A” sia la loro amica finalmente ritornata a Rosewood, ma la scoperta del cadavere della stessa Alison, seppellito nel giardino di casa sua, manda in fumo questa teoria.
Il giorno del funerale di Ali, al quale prende parte anche Jenna Marshall, ragazza non vedente che preoccupa parecchio le Liars, il giovane detective Darren Wilden, con cui Ashley, madre di Hanna, intrattiene una relazione sessuale al solo scopo di far cadere le accuse di taccheggio mosse contro la figlia, apre ufficialmente le indagini per l’omicidio di Alison. A, al termine della funzione religiosa, rinnova le proprie minacce alle quattro amiche.
- Guest star: Julian Morris (Wren Kingston), Janel Parrish (Mona Vanderwaal), Torrey DeVitto (Melissa Hastings), Sasha Pieterse (Alison DiLaurentis), Tammin Sursok (Jenna Cavanaugh), Amanda Schul (Meredith Sorenson), Bryce Johnson (Darren Wilden).
- Messaggi di -A:

Ad Aria: "Forse fa sempre lo stupido con le studentesse. Molti insegnanti lo fanno. Chiedi a tuo padre. -A"
A Emily: "Hey Em! Mi hai rimpiazzata, hai trovato un'altra amica da baciare! -A"
A Spencer: "Povera Spencer. Che vuole sempre i ragazzi di Melissa. Ma ricorda, se tu baci io parlo. -A"
A Hanna: "Attenta Hanna. Ho sentito che il cibo in prigione fa ingrassare. -A"
Ad Aria, Emily, Spencer e Hanna: "Io sono ancora qui, stronzette, e so tutto. -A"

## La cosa di Jenna
- Titolo originale: The Jenna Thing
- Diretto da: Liz Friedlander
- Scritto da: Marlene King

### Trama
Dopo il funerale di Alison, Spencer, Hanna, Aria ed Emily si ritrovano in un locale per discutere su quanto Ali sapesse di tutte quante loro; Spencer si lascia scappare che, uno dei pochi segreti che Alison le aveva confidato, era che la ragazza stesse frequentando un uomo molto più grande di lei, l’estate precedente alla sua sparizione. L’arrivo di Jenna, però, mette in fuga le ragazze, che condividono il segreto riguardo la sua cecità.
Aria, ancora impensierita dal tradimento del padre, viene rassicurata da quest’ultimo, che le dice che non esiste più nessun’altra all’infuori di Ella. Più tardi, a scuola, Aria decide di abbandonare la classe di Ezra, per eludere eventuali situazioni imbarazzanti, dato che la loro relazione risulta impossibile da mandare avanti. Quello stesso pomeriggio, però, i due si rincontrano per caso e si lasciano andare a dolci effusioni, appartati nell’auto di lui.
Emily intensifica la sua amicizia con Maya, tanto che sua madre, Pam Fields, la invita a dormire da loro, pur di sottrarla al continuo via vai di persone che accorrono a commemorare Alison presso casa sua. Durante la notte, Maya accarezza Emily, a riprova che c’è qualcosa in più, nel loro appena nato rapporto.
Spencer, intanto, dopo essere stata invischiata nell’ennesima cena di famiglia assieme al padre, alla sorella e a Wren, ha un momento di debolezza e cede alla tentazione di baciare il ragazzo della sorella dinanzi a una Melissa piuttosto sconvolta che, alla fine, sbatterà fuori di casa Wren e annullerà il loro matrimonio.
Hanna mal sopporta la petulante presenza di Wilden in casa sua, ma non può far molto, altrimenti ci rimetterebbe anche sua madre; Wilden, addirittura, arriva a richiedere un colloquio privato in orario scolastico per interrogare Spencer, Hanna, Aria ed Emily sulla notte della scomparsa di Alison.
A pranzo le ragazze, destabilizzate dalle domande di Wilden, accolgono Jenna al loro tavolo, ed è allora che un flashback mostra le circostanze che hanno portato quest'ultima a perdere la vista: un anno prima, mentre le amiche si stavano svestendo in camera di Emily, Alison si accorse che erano spiate da Toby Cavanaugh, fratellastro di Jenna e strambo del quartiere, così la ragazza decise di vendicarsi di lui, gettando nel garage di casa sua un petardo, ignara che al suo interno ci fosse Jenna, che rimase quindi cieca in seguito all’esplosione. Toby si assunse la responsabilità dell’incidente e venne quindi mandato in riformatorio, mentre Jenna venne ricoverata in ospedale.
Un ulteriore flashback mostra Alison regalare a ognuna delle sue amiche un braccialetto in corda coi rispettivi nomi incisi sopra, come pegno della loro eterna amicizia, sebbene l’unica ad averlo conservato sia stata Emily. Spencer sente Jenna impartire un comando vocale al telefono per “inviare il messaggio”.

## Uccidere la ragazza che ti deride
- Titolo originale: To Kill a Mocking Girl
- Diretto da: Elodie Keene
- Scritto da: Oliver Goldstick

### Trama
Su consiglio della madre di Emily, le quattro amiche si recano nel medesimo bosco in cui scomparve Alison, per accettare la morte della loro compagna e dirle per sempre addio. Durante la camminata, proprio quando Hanna espone la sua idea su un’Alison ancora viva, ecco che un nuovo messaggio di A fa rizzare loro i capelli.
Spencer cerca di affrontare l’ira di Melissa dopo il bacio con Wren, che ha portato alla loro rottura. Di conseguenza, la ragazza fa visita a Wren nel suo nuovo appartamento, nella speranza di rimediare al danno commesso, ma le parole di Wren, sul fatto di essersi innamorato della sorella Hastings sbagliata, non fanno altro che confondere ancora di più Spencer. Rincasata, Spencer copia un vecchio lavoro di Melissa e lo spaccia per proprio, al fine di prendere un bel voto a scuola.
Wilden è ancora appostato in casa Marin e Ashley deve assecondarlo in tutto e per tutto per non avere guai con la polizia, almeno fino a quando non trova l’uomo intento a frugare nella borsa di Hanna, con conseguente fine della loro “relazione”.
Aria e Byron, mentre stanno facendo colazione, vengono avvicinati da Meredith Sorenson, ex amante dell’uomo, che ora lavora a stretto contatto con lui. Avendo paura che la madre Ella possa venire a sapere della passata tresca tra Byron e Meredith, Aria intima a quest’ultima di stare alla larga dalla sua famiglia e di non osare presentarsi all’inaugurazione della galleria d’arte di Ella, che si terrà quella stessa sera. Ma Meredith non tiene conto delle sue minacce e assiste ugualmente alla cerimonia d’inaugurazione, spingendo Aria a cercare conforto tra le braccia di Ezra.
Il fidanzato di Emily, Ben Coogan, sorprende la ragazza negli spogliatoi scolastici e cerca di costringerla ad avere un rapporto sessuale. Ci penserà Toby, recentemente rilasciato dal riformatorio dove fu internato per l’incidente di Jenna, a intervenire in soccorso di Emily, che pianta in asso Ben e pone fine alla loro relazione.
Nel frattempo, le ragazze partecipano alla festa d’inizio anno che si tiene nel cottage privato di Noel Khan. Hanna si dispera perché il suo fidanzato, Sean Ackard, si rifiuta di fare sesso con lei e perciò la ragazza, presa dalla rabbia e dalla tristezza, gli ruba l’auto e gliela distrugge. Nel mentre, Emily e Maya si scambiano il loro primo bacio in una cabina per fototessere, ma una figura incappucciata s’impadronisce delle foto prima che le due ragazze possano intervenire.
Ritornata a casa, Emily ringrazia Toby per averla salvata dagli abusi di Ben.
Il giorno seguente, le ragazze ritornano nuovamente nel bosco, decise a dire addio ad Ali una volta per tutte, ma degli strani rumori le attirano verso una zona isolata, in cui trovano, a terra, il braccialetto in corda appartenuto un tempo ad Alison.
A stampa parecchie copie delle foto che immortalano il bacio tra Emily e Maya.

## Mi senti ora?
- Titolo originale: Can You Hear Me Now?
- Diretto da: Norman Buckley
- Scritto da: Joseph Dougherty

### Trama
Stanche di essere tormentate dai messaggi di A, le ragazze bloccano ogni tipo di contatto con utenti sconosciuti, ma i problemi non finiscono certamente qui.
Dopo aver danneggiato l’auto di Sean, Hanna riceve la visita del padre Tom, che le offre di passare due sere consecutive insieme, illudendola di star cercando di riallacciare i rapporti con lei; in verità, l’uomo ha in mente di presentarle la sua nuova fidanzata, Isabel, e la figlia di quest’ultima, Kate, gettando la povera Hanna nello sconforto più totale.
Emily, intanto, ancora non accetta la propria sessualità e quindi tenta di reprimerla il più possibile, ad esempio ignorando i vari regali di Maya; a quel punto, la giovane prende la decisione di chiederle un po' di tempo e spazio per capire davvero cosa vuole dalla vita. Inoltre, Emily è costretta, suo malgrado, a frequentare Toby per questioni scolastiche, ma ben presto scoprirà che il ragazzo non è poi così male come si potrebbe pensare.
La relazione segreta tra Aria ed Ezra procede all’insaputa di tutti, ma comincia a vacillare quando la ragazza si apre con lui circa i suoi contrastanti sentimenti sul comportamento del padre, poiché Ezra le suggerisce di farsi da parte e lasciare che i genitori se la vedano per conto proprio. Alla fine, però, una volta chiarite le divergenze con Ezra, Aria si convince a raccontare alla madre la realtà dei fatti prima che sia troppo tardi. Purtroppo, però, A la batte sul tempo e spedisce a Ella una lettera anonima in cui le espone il tradimento di Byron.
In piena notte, Spencer viene raggiunta da un Wren ubriaco fradicio e rattristito dal male arrecato alla sua famiglia. A quel punto, la ragazza lo riaccompagna nel suo appartamento, non prima di averlo baciato una seconda volta.
Successivamente Hanna, alla quale A ha appena finito di dedicare una canzone via radio, passa a prendere l’amica. Rimaste sole in casa Hastings, Spencer e Hanna, spaventate dall’irruzione di qualcuno, trovano una scritta incisa sullo specchio di camera di Spencer: “Non sarà così facile farmi tacere, stronzette!”.
A questo punto, avendo oramai compreso che tagliare fuori A non è servito a nulla, le ragazze ammettono la sconfitta.
- Guest star: Julian Morris (Wren Kingston), Keegan Allen (Toby Cavanaugh), Roark Critchlow (Tom Marin), Heather Mazur (Isabel), Natalie Floyd (Kate Randall), Colby Paul (Sperling), Keith Pillow (sig. Sheldrake).

## La realtà mi morde
- Titolo originale: Reality Bites Me
- Diretto da: Wendey Stanzler
- Scritto da: Bryan M. Holdman

### Trama
Le quattro Liars rinvengono il rossetto utilizzato per scrivere la frase minacciosa sullo specchio di Spencer e scoprono che era il preferito della defunta Alison.
Emily entra, giorno dopo giorno, più in sintonia con Toby, condividendone hobby e passioni, ma tiene nascosta la loro amicizia alle amiche, per paura del loro giudizio.
Il compito di Melissa rubato da Spencer fa guadagnare alla ragazza il primo posto in una gara nazionale. Inoltre il padre Peter organizza assieme a lei una partita amichevole di tennis, al country club, contro un suo aspirante cliente, invitando Spencer a perdere di proposito il match per accontentarlo. L’irrefrenabile sete di gloria di Peter, in più, mette nei guai Alex Santiago, un giovane membro dello staff del club. Tutto ciò motiva Spencer a rinfacciare al padre la verità sul saggio rubato e a uscire liberamente con Alex, sfidando l’autorità di Peter.
Nel frattempo, Hanna inizia a lavorare in uno studio dentistico per ripagare i danni all’auto di Sean. Durante uno dei suoi turni, incappa proprio in Jenna e si accorge che la ragazza indossa il medesimo rossetto di Alison. Indagando più a fondo nella faccenda, Hanna viene a sapere che Jenna è in cura da un terapeuta che lavora nel suo stesso reparto. In seguito, Hanna si riappacifica con Sean, che la informa di aver preso parte a degli incontri di un gruppo di persone che, come lui, aspettano il momento giusto prima di perdere la verginità.
Aria supporta Ezra durante la lettura di una sua composizione in un locale dove l’uomo riabbraccia un suo vecchio amico dei tempi dell’università, Hardy, il quale intuisce subito l’affinità tra i due e prova a far ragionare Ezra, spingendolo a lasciare Aria. Il giovane insegnante e la Liar riusciranno a superare tale difficoltà, almeno fino a quando, il giorno successivo, Ezra non legge un messaggio di A sul cellulare di Aria, lasciato sbadatamente in casa sua la sera prima, che parla della loro relazione segreta; deluso al pensiero che Aria abbia spifferato in giro dettagli riguardanti loro storia, tronca con lei piuttosto che rischiare di poter essere scoperto e quindi licenziato.
- Guest star: Tammin Sursok (Jenna Cavanaugh), Patrick J. Adams (Hardy), Nolan North (Peter Hastings), Chuck Hittinger (Sean Ackard), Diego Boneta (Alex Santiago), Michael Mantell (Psicologo), Carlson Young (Amber Victorino), Keegan Allen (Toby Cavanaugh), Keith Pillow (sig. Sheldrake).

## Il ballo degli ex alunni
- Titolo originale: There's No Place Like Homecoming
- Diretto da: Norman Buckley
- Scritto da: Maya Goldsmith

### Trama
Spencer, Hanna ed Emily cercano di tirare su il morale ad Aria per la delicata questione dei suoi genitori, quando, in realtà, la ragazza è rattristita anche per la fine della sua relazione segreta con Ezra.
Il liceo di Rosewood, intanto, sta allestendo l'annuale festa degli ex alunni, alla quale parteciperà ognuna delle ragazze, in compagnia dei rispettivi cavalieri, a eccezione di Aria: Spencer invita Alex, Hanna si presenta insieme a Sean, mentre Emily, contravvenendo alle opinioni altrui, vi si reca con Toby, divenuto ormai suo amico, il che, però, complica notevolmente il rapporto che stava per nascere tra Emily e Maya, oltre a impensierire Spencer, Hanna e Aria.
Durante i festeggiamenti, Melissa, ex reginetta del liceo, incaricata di eleggere i nuovi re e regina dell'anno, ficca il naso negli affari di Spencer e istiga Alex, facendogli credere di essere solo un passatempo momentaneo della sorella, così il ragazzo abbandona la festa.
Aria rincontra accidentalmente Ezra, che dimostra di essere davvero interessato a lei, ma di non poter fare più di tanto per colpa della loro differenza di età e del loro legame professore-studentessa.
Intanto, Spencer capisce che il tatuaggio di Toby, che riporta i numeri "901", rimanda alla notte della morte di Alison, avvenuta, appunto, il primo di settembre (1/09). Hanna, a quel punto, decide di lasciare Sean da solo al ballo e di correre a recuperare il file di Jenna dallo studio dello psicologo. Accompagnata da Lucas Gottesman, un ragazzo nerd e impopolare conosciuto durante uno degli incontri del gruppo di Sean, Hanna irrompe nell'ufficio ma, anziché trovare la cartella di Jenna, mette le mani su quella di Toby, a dimostrazione del fatto che lui era ancora a Rosewood, quando Alison scomparve, e non già internato in riformatorio. Attraverso i resoconti del terapeuta, le ragazze scoprono che Toby e Jenna intrattenevano una relazione “amorosa” clandestina, dettaglio di cui si servì Alison per costringere Toby ad assumersi la responsabilità dell'incidente di Jenna.
Avuta la prova che Toby potrebbe essere l'assassino di Alison, le ragazze si affrettano ad avvertire Emily, che Toby ha fatto appartare lontano dal ballo, per informarla di cosa successe l'estate precedente. Emily, spaventata dal suo comportamento anomalo, scappa via, inseguita da un confuso Toby, che vorrebbe solo chiarire con lei alcune cose.
- Guest star: Tammin Sursok (Jenna Cavanaugh), Janel Parrish (Mona Vanderwaal), Torrey DeVitto (Melissa Hastings), Chuck Hittinger (Sean Ackard), Diego Beroneta (Alex Santiago), Brendan Robinson (Lucas Gottesman), Rose Abdoo (Fortune Teller), Brian Letscher (Mr. Gazzaro), Keegan Allen (Toby Cavanaugh), Carlson Young (Amber Victorino).

## I postumi del ballo
- Titolo originale: The Homecoming Hangover
- Diretto da: Chris Grismer
- Scritto da: Tamar Laddy

### Trama
Emily rimane ferita durante la fuga da Toby, il quale la trova e la porta immediatamente in ospedale, per poi fuggire a bordo della sua motocicletta e far perdere le proprie tracce.
Spencer domanda scusa ad Alex per le brutte parole di Melissa e gli chiede un secondo appuntamento, che però salta a causa degli impegni lavorativi del ragazzo al country club; a quel punto, Spencer decide di raggiungerlo e gli dà una mano in cucina. Tuttavia, la ragazza scova una sua foto sulla cosiddetta "bacheca dei bastardi", un armadietto al cui interno vengono appese le fotografie dei clienti più facoltosi del club, ritoccate e alterate dal personale. Ciò non smuove i sentimenti di Spencer per Alex, infatti i due si scambiano il loro primo bacio.
Anche Hanna, contemporaneamente, tenta di farsi perdonare da Sean per averlo scaricato la sera del ballo ma, proprio quando sembra riuscirci, la ragazza capisce di avere molti interessi in comune con Lucas.
Jenna fa visita a Emily che è in convalescenza e, avendo sentito le sue amiche parlare della cartella clinica di Toby la sera precedente, la prega di restituirle i documenti che, purtroppo, sono stati già dispersi nel fiume da Spencer, Hanna e Aria, pur di non essere nuovamente accusate e incriminate di qualcosa.
Aria affronta i problemi derivanti dal nervosismo instauratosi in famiglia, primo fra tutti quello di suo fratello minore, Mike, che arriva a picchiare un compagno di scuola. Quando Byron rifiuta di lasciare la casa, è Ella, alla fine, a fare le valigie e ad andar via.
Inoltre, Aria cerca di contattare Ezra, senza successo, così entra in casa sua e scopre, tramite un messaggio in segreteria, che l'uomo è partito alla volta di New York per un colloquio di lavoro.
Intanto, passando di fronte a casa Cavanaugh, Emily nota che la polizia ha rinvenuto la moto incidentata del fuggiasco Toby; dopodiché, la ragazza riceve un nuovo messaggio da parte di A, che la ringrazia per averlo aiutato a togliere Toby dalla circolazione.
Alla fine A riesuma i fogli della cartella di Toby abbandonati in riva al fiume.
- Guest star: Tammin Sursok (Jenna Cavanaugh), Chuck Hittinger (Sean Ackard), Diego Boneta (Alex Santiago), Brendan Robinson (Lucas Gottesman), Keegan Allen (Toby Cavanaugh), Jim Titus (Barry Maple), Nia Peeples (Pam Fields).
- Nota. In questo episodio è presente l'autrice dei romanzi Sara Shepard in qualità di guest star, che interpreta l'insegnante che sostituisce il signor Fitz.

## Parlate di me, quando non ci sarò più
- Titolo originale: Please, Do Talk About Me When I'm Gone
- Diretto da: Arlene Sanford
- Scritto da: Joseph Dougherty

### Trama
Le ragazze decidono di preparare una cerimonia commemorativa in onore di Alison, realizzando per l'occasione una panchina con fiori e mattonelle decorate, allo scopo di mantenere vivo il ricordo della loro amica deceduta. In vista dell'evento tornerà a Rosewood il fratello maggiore di Alison, Jason DiLaurentis, determinato a far luce sulla morte della sorella.
Aria, depressa per la separazione dei suoi genitori e per la mancanza di Ezra, accetta l'invito di Hanna a trascorrere una serata con Sean e Noel che, invaghitosi di Aria, le promette di aspettare che le passi la cotta per il suo vecchio ragazzo islandese (identità fasulla affibbiata da Aria a Ezra per nascondere la verità).
Emily riceve la notizia che suo padre, Wayne Fields, soldato che combatte lontano da casa, ha terminato la sua missione in Afghanistan e che presto farà ritorno in città. Presa della gioia, Emily si fa coraggio e chiede a Maya un primo appuntamento al cinema, che finisce con un loro romantico bacio.
Hanna e Ashley affrontano diversi problemi finanziari, dato che, con Tom andato via, la loro è diventata una famiglia monoreddito. A quel punto, Hanna decide di aiutare la madre vendendo online varie borse inutilizzate: verrà aiutata nell'impresa da Lucas, col quale la ragazza è sempre più in sintonia.
Dopo aver saputo da Jason che Jenna ha intenzione di parlare alla cerimonia commemorativa di Alison, Spencer la fronteggia per evitare che possa in qualche modo dire la sua sull'incidente del garage, ma Jenna si lascia scappare che, quando Ali andò a trovarla in ospedale, dopo aver perso la vista, ammise di essere terrorizzata dalle sue amiche. Oltretutto, da una chiacchierata tra Spencer e Jason, viene fuori che Alison raccontò la faccenda di Jenna al fratello e incolpò proprio Spencer della cecità della Marshall.
Durante la funzione, le ragazze, a modo proprio, ricordano Alison, come anche Jenna, che si limita soltanto a ringraziare la DiLaurentis per averla "modellata" con la sua forza. All'improvviso, giunge alla cerimonia Ian Thomas, ex fidanzato di Melissa, che attira subito i sospetti di Spencer, Hanna, Aria ed Emily.
A fine cerimonia, Jason consegna alle quattro amiche il vero braccialetto in corda di Alison, ritrovato di recente dalla polizia, così le ragazze capiscono che quello reperito da loro nel bosco era un falso appositamente lasciato lì da qualcuno.
Nell'ombra della notte, A distrugge barbaramente il monumento progettato per Alison.
- Guest star: Ryan Merriman (Ian Thomas), Bryce Johnson (Darren Wilden), Chuck Hittinger (Sean Ackard), Brendan Robinson (Lucas Gottesman), Brant Daugherty (Noel Kahn), Parker Bagley (Jason DiLaurentis), Tammin Sursok (Jenna Cavanaugh).

## La tempesta perfetta
- Titolo originale: The Perfect Storm
- Diretto da: Jamie Babbit
- Scritto da: Oliver Goldstick

### Trama
Spencer, Hanna e Aria sono riunite a studiare per un imminente test molto importante per il loro futuro scolastico, mentre Emily, rimasta sola, torna a casa sua, visibilmente toccata e sporca di fango.
L’indomani, però, il tanto atteso test viene rimandato a causa di un violento temporale, che obbliga gli studenti, e alcuni genitori, tra cui Ella, a barricarsi nell’istituto. Spencer coglie l’opportunità per presentare Alex a sua madre Veronica, la quale reagisce in maniera alquanto strana alla vista del ragazzo.
Hanna, intanto, difende Lucas dalle continue prese in giro di Mona, mentre Aria, che pare starsi finalmente affezionando a Noel, rincontra Ezra, che durante il suo viaggio a New York ha avuto modo di schiarirsi le idee su loro due, giungendo alla conclusione che sia più adatto smettere di frequentarsi.
Emily, turbata per aver appreso che quella notte il memoriale di Alison è stato distrutto, trova in biblioteca una lettera scritta da lei stessa in passato e intestata ad Ali, nella quale le rivolgeva parole pesanti e cariche di odio poiché Alison, dopo averla baciata, aveva affermato di non contraccambiare il sentimento d’amore di Emily. Successivamente, Em viene convocata dal detective Wilden, anch’egli presente a scuola, che essendosi impossessato della sua borsa ha rinvenuto, al suo interno, la lettera incriminante e alcune statuette che ornavano il monumento oramai distrutto di Alison. Emily, messa alle strette da Wilden, confessa dunque l’amore non corrisposto che provava per Ali alle sue amiche, ma si professa innocente della devastazione della panchina, venendo poi tratta in salvo dalle costanti pressioni del poliziotto da Veronica, che lo minaccia di sfidarlo in tribunale se oserà interrogare ancora un minore in assenza di un adulto.
Rimaste da sole, Spencer chiede spiegazioni alla madre su Alex, perciò la donna le confessa che, in passato, le fu diagnosticato un nodulo al seno che la spinse a ubriacarsi pesantemente al country club, dove riversò tutta la sua frustrazione proprio su Alex, al quale fece poi giurare di tenere per sé la questione. Fortunatamente, Veronica si è sottoposta a un intervento e ora, sconfitta la sua malattia, è completamente guarita.
Nel frattempo, Byron approfitta della corrente saltata per recarsi da Ashley e avere dei consigli in fatto di separazione dal proprio partner.
Alla fine della tempesta, il tanto temuto test viene annullato del tutto. Hanna, felice della cosa, saluta Lucas e torna a casa sua, ma in questo frangente si può ben notare come il ragazzo abbia le scarpe infangate, segno della sua probabile presenza al memoriale di Alison.
A invia un enigmatico video di Ali alla polizia di Rosewood.
- Guest star: Janel Parrish (Mona Vanderwall), Diego Boneta (Alex Santiago), Brendan Robinson (Lucas Gottesman), Brant Daugherty (Noel Kahn), Lesley Fera (Veronica Hastings), Yvette Freeman (School Administrator), Bryce Johnson (Darren Wilden).

## Tieni vicini i tuoi amici
- Titolo originale: Keep Your Friends Close
- Diretto da: Ron Lagomarsino
- Scritto da: I. Marlene King

### Trama
Dopo essere misteriosamente tornato in città, Ian diventa il nuovo allenatore di hockey su prato della Rosewood High School e cerca di riavvicinarsi a Melissa. La ragazza, inizialmente titubante, viene convinta a concedergli una seconda possibilità da Spencer, che la vede come un’occasione per alleviarsi la coscienza, dato che è stato il bacio segreto tra lei e Ian a mandare in fumo la loro passata relazione.
Nel frattempo, le quattro amiche vengono invitate alla festa di compleanno di Mona presso il campo estivo di Rosewood, e un messaggio di A le stuzzica a dirigervisi alla ricerca di indizi.
Intanto, il caso di omicidio di Alison si è esteso, fino ad arrivare all’FBI, i cui due agenti incaricati di seguirne le indagini mostrano alle ragazze il video inviato loro da A. Nel filmato, si vede Alison dietro alla Kissing Rock, la “Roccia dei Baci” situata nel bosco, la notte della sua sparizione, con indosso un cardigan non suo, intenta a parlare a qualcuno di sconosciuto in tono sensuale e molto più che amichevole.
Il padre di Emily, Wayne Fields, torna a Rosewood dopo mesi passati lontano dalla sua famiglia, ma il clima di tranquillità e pace in casa Fields potrebbe andare in malora, siccome Pam ha ricevuto da A le fotografie del bacio tra Emily e Maya.
I problemi finanziari di Ashley non le lasciano via di scampo, tanto che la donna arriva a rubare i soldi di una sua cliente per arginare il tutto.
La festa di Mona ha inizio, ma Emily, mentre vi si sta recando, viene fermata nient’altri che da Toby, che finisce di raccontarle ciò che avrebbe voluto dirle la sera del ballo degli ex alunni: il primo settembre, data che si è tatuato sul fianco, è il giorno della fine della storia tra Toby e Jenna, la quale lo costringeva ad avere rapporti sessuali con lei, pena la denuncia per molestie che Jenna minacciava di muovere contro di lui; la sera della scomparsa di Alison, Toby l’aveva incontrata al di fuori del fienile di Spencer per ringraziarla dell’incidente capitato a Jenna, che gliel’aveva finalmente tolta di torno, e conferma che il cardigan visto addosso ad Ali nel video era il suo, come già la polizia ha appurato, e che glielo aveva prestato per proteggersi dal freddo della notte. Toby spiega, inoltre, che Alison, dopo la chiacchierata con lui, salì in una macchina insieme a un uomo misterioso. Il ragazzo, a questo punto, dà appuntamento a Emily per quella sera stessa, dietro alla chiesa locale, prima di ripartire e abbandonare Rosewood, in quanto ufficialmente ricercato per l’omicidio di Alison.
Al campo estivo di Rosewood, nel frattempo, grazie a un’intuizione di Spencer, lei ed Emily, che ha riportato alle amiche la versione dei fatti di Toby, si recano al parco locale, mentre Aria raggiunge Ezra nel bosco, per risolvere definitivamente i loro trascorsi. Hanna, invece, tiene sotto controllo la situazione, appostata fuori dal campo, senza prendere parte alla festa per via di un litigio con Mona, che si è sentita recentemente trascurata dall’amica. Per questo motivo, Hanna è testimone dell’incontro segreto tra Aria ed Ezra, che si baciano nella macchina di lui; dopodiché, riesce a intravedere un individuo mascherato che spia il professore e Aria, perciò chiama a raccolta Spencer ed Emily che, contemporaneamente, hanno trovato un’incisione sospetta su un albero: “Alison + Ian”. Purtroppo, però, prima che Hanna possa ricongiungersi con Spencer, Aria ed Emily, viene investita con la macchina da A che, subito dopo, fugge lasciando le ragazze atterrite e spaventate accanto al corpo incosciente della povera Hanna.
Toby, che stava aspettando Emily dietro alla chiesa, viene arrestato dalla polizia a causa di una soffiata anonima. Inoltre, si scopre che il ragazzo presente nel filmato di Alison è proprio Ian.
- Guest star: Brant Daugherty (Noel Kahn), Keegan Allen (Toby Cavanaugh), Janel Parrish (Mona Vanderwaal), Ryan Merriman (Ian Thomas), Torrey DeVitto (Melissa Hastings), Eric Steinberg (Wayne Fields), April Grace (Agente Cooper), Nia Peeples (Pam Fields).

## Poco dopo
- Titolo originale: Moments Later
- Diretto da: Norman Buckley
- Scritto da: Oliver Goldstick

### Trama
Hanna viene ricoverata all’ospedale per le lievi ferite procuratesi nell’incidente con A; le ragazze cominciano a sentirsi spaventate sul serio dal repentino e violento cambiamento nelle mosse del loro stalker.
Ripresasi, Hanna raduna Spencer, Aria ed Emily nella sua camera d’ospedale, e confida loro che l’individuo da lei visto la sera prima nel bosco, dietro l’auto di Ezra, era Noel. Il racconto della Marin porta quindi Aria a svelare l’esistenza della sua relazione segreta con Ezra, sconvolgendo non poco le amiche.
Durante la sua convalescenza, Hanna riceve la visita di diverse persone, tra cui Mona, con la quale ripristina la loro vecchia amicizia, e Lucas, che finalmente trova la forza di dichiararle il suo amore, pur non riscontrando lo stesso sentimento dall’altra parte.
Nel frattempo, Emily riesce a fare per la prima volta coming out con suo padre, la cui reazione è assai più pacata rispetto a quella della moglie Pam che, al contrario, è fortemente destabilizzata dall’omosessualità della figlia.
Spencer, intanto, conduce Aria nel parco, per farle vedere l’incisione di Alison e Ian sull’albero che, purtroppo, è stato appena abbattuto. Tornata a casa Hastings, Spencer scopre, con stupore, che Melissa e Ian sono fuggiti e si sono sposati in gran segreto.
Aria capisce di dover stare molto più attenta nella storia con Ezra, soprattutto ora che anche Noel ne è venuto a conoscenza.
Dopo aver, apparentemente, immaginato Alison in un sogno, Hanna viene visitata dalle amiche, le quali, date le circostanze, ipotizzano che A e l’assassino di Alison siano due persone diverse. Le ragazze rimangono turbate quando si rendono conto che A ha lasciato una frase sul gesso alla gamba di Hanna: “Scusa se ho perso il controllo, colpa mia. Ti voglio bene, A”.
Alla fine A brucia il pezzo di legno d’albero su cui sono incisi i nomi di Alison e Ian in un camino.
- Guest star: Brant Daugherty (Noel Kahn), Janel Parrish (Mona Vanderwaal), Ryan Merriman (Ian Thomas), Torrey DeVitto (Melissa Hastings), Tammin Sursok (Jenna Cavanaugh), Brendan Robinson (Lucas Gottesman), Jim Titus (Barry Maple), Eric Steinberg (Colonnello Fields), Nia Peeples (Pam Fields).

## Sale sulle ferite
- Titolo originale: Salt Meets Wound
- Diretto da: Norman Buckley
- Scritto da: Oliver Goldstick

### Trama
Finalmente dimessa dall’ospedale, ma costretta ancora sulla sedia a rotelle, Hanna scova casualmente il nascondiglio dei soldi rubati da Ashley e promette alla madre di mantenere il suo segreto.
I sospetti delle ragazze su Noel aumentano a dismisura, ma non hanno prove concrete che sia davvero lui A. Aria, allora, informa Ezra che Noel sa tutto a proposito di loro due, infatti il ragazzo si avvale di questa notizia per tenere in pugno Ezra e minacciarlo di cambiare i suoi voti scolastici.
In casa Fields, intanto, il coming out di Emily ha portato a un clima di disagio e malessere, ma, ciononostante, Emily decide di invitare Maya a cena per presentarla ufficialmente ai suoi genitori.
Frattanto, Mona organizza una festa a sorpresa per il bentornato di Hanna, durante la quale Lucas, sofferente dal rifiuto di Hanna, si ubriaca e quasi fa a pugni con Sean. Perse le staffe, Lucas confessa a Hanna di essere stato l’artefice nella distruzione del monumento di Alison per potersi vendicare dei soprusi e del bullismo subìti da lei in vita.
Anche Spencer ha una spiacevole sorpresa quando scopre che A ha iscritto Alex a un prestigioso torneo di tennis europeo, a cui il giovane non ha mai voluto partecipare, quindi Alex se la prende con Spencer, ritenendola responsabile dell’accaduto.
La cena dai Fields sembra andare a gonfie vele, ma Pam non riesce ancora a metabolizzare l’omosessualità di Emily. Quest’ultima, poi, parla con Toby, uscito su cauzione e ora agli arresti domiciliari in attesa di giudizio, e gli chiarisce di non essere stata lei a tradirlo e a riferire la sua posizione alla polizia, bensì Jenna, che, in questo modo, pensava di non far allontanare mai più da lei il fratellastro.
Sul finire della festa, Hanna e Ashley scoprono che qualcuno ha trafugato i soldi rubati. Poco dopo, Hanna rinviene un messaggio di A, il ladro, che le raccomanda che, se vuole riavere i soldi indietro, dovrà fare tutto ciò che le dirà.
- Guest star: Janel Parrish (Mona Vanderwaal), Brant Daugherty (Noel Kahn), Diego Boneta (Alex Santiago), Eric Steinberg (Colonnello Fields), Tammin Sursok (Jenna Cavanaugh), Keegan Allen (Toby Cavanaugh), Brendan Robinson (Lucas Gottesman), Chuck Hittinger (Sean Ackard), Nolan North (Peter Hastings), Lesley Fera (Veronica Hastings), Nia Peeples (Pam Fields).

## Il tuo miglior nemico
- Titolo originale: Know Your Frenemies
- Diretto da: Ron Lagomarsino
- Scritto da: I. Marlene King

### Trama
Hanna è costretta, suo malgrado, a eseguire le volontà di A per rientrare in possesso dei soldi scomparsi, la prima delle quali è quella di mangiare diversi dolci a forma di maiale che le ricordano il brutto periodo in cui Alison le consigliò di dimagrire ricorrendo al vomito autoindotto, diventando bulimica. Come promesso, a compito svolto, Hanna ritrova una parte dei soldi nel bagno di un bar.
Emily continua la sua storia d’amore con Maya nonostante le opposizioni di Pam, la quale, dopo l’ennesima scenata con le due ragazze, rovista nella borsa dimenticata di Maya e scova la sua erba da fumare, così, avendo adesso un valido motivo per tenerle lontane, proibisce severamente a Emily di rivederla.
Spencer, nel frattempo, viene a sapere da Melissa che lei e Ian stanno cercando di avere un bambino, ma ciò che la colpisce di più è che Ian pare aver trascorso dei giorni presso l’Hilton Head, un resort con tanto di campo da golf dove anche Alison passò del tempo in estate prima del suo ritorno a Rosewood, proprio la sera della sua sparizione. Attraverso un paio di telefonate, Spencer ha la conferma che Alison e Ian si trovavano al resort nello stesso lasso di tempo.
Noel non demorde dal ricattare Ezra per fargli alzare la media dei suoi voti scolastici, altrimenti minaccia di spifferare del suo legame segreto con Aria, ma il professore, stufo della sottomissione al giovane, non si arrende e, consapevole delle ripercussioni, si rifiuta di esserne ancora succube. Noel, quindi, comincia a far girar voce della presunta relazione tra un insegnante e la sua allieva che ha intenzione di comunicare in presidenza il giorno seguente, ma, inaspettatamente, A va incontro ad Aria ed Ezra screditando Noel agli occhi del preside con le prove, nel suo armadietto, di alcuni test copiati. Nelle ragazze sorge un barlume di speranza: forse A non è poi così cattivo.
In serata, Spencer, Hanna e Aria fanno una sorpresa a Emily predisponendole un ultimo appuntamento romantico con Maya prima che la ragazza venga mandata in una comunità di recupero per 3 mesi. Quando Maya, salutata Emily, toglie il disturbo, A invia al computer di Spencer il restante spezzone del video di Alison alla Kissing Rock, che mostra il volto di colui che sta registrando: Ian; la scena si sposta poi sulla mano di Alison accasciata al suolo, inerme e senza reazione. Terrorizzate da quello che hanno appena visto, le ragazze iniziano ad aver seriamente paura di Ian, che potrebbe essere il reale assassino di Alison.
- Guest star: Ryan Merriman (Ian Thomas), Torrey DeVitto (Melissa Hastings), Nia Peeples (Pam Fields), Keegan Allen (Toby Cavanaugh), Brant Daugherty (Noel Kahn), April Grace (Agente Cooper).

## Fai attenzione a ciò che desideri
- Titolo originale: Careful What U Wish 4
- Diretto da: Norman Buckley
- Scritto da: Tamar Laddy

### Trama
La Rosewood High School sta allestendo una maratona di ballo per beneficenza, ma per Spencer, Hanna, Aria ed Emily non è il momento di divertirsi; il video di Alison e Ian le ha sconcertate al punto tale che decidono di assegnarlo alla polizia non appena sarà possibile, ma, il giorno della festa, il computer di Spencer svanisce e le ragazze puntano subito il dito su Ian, che avrebbe voluto liberarsene più di chiunque altro.
Durante i preparativi della gara, Aria rincontra Simone, sua vecchia babysitter giunta temporaneamente a Rosewood per pubblicizzare il suo primo libro e che s’interessa parecchio a Ezra, suscitando la gelosia di Aria.
Nel frattempo, Emily è impossibilitata a contattare Maya, reclusa al centro per tossicodipendenti, perciò Hanna le dà una mano e assolda su commissione Caleb Rivers, nuovo arrivato a Rosewood con grandi capacità informatiche, affinché possa permetterle un telefono sicuro.
È la sera del ballo, e le ragazze mettono in atto un piano per recuperare le chiavi dell’ufficio di Ian e ispezionarlo in cerca del computer di Spencer, ma non tutto va come sperato, anche perché Spencer viene beccata in flagrante da Caleb.
Hanna, intanto, continua a incoraggiare il gioco malato di A: stavolta la posta in palio sono 1000 dollari che potrà ottenere se ballerà con Lucas per l’intera serata; Hanna riesce nell’impresa, ma, d’altro canto, riscuote un Lucas col cuore ferito per essere stato usato a suo vantaggio e un Sean tanto arrabbiato da rompere in definitiva con lei.
Emily, preoccupata dalla distanza da Maya, si ubriaca e rinfaccia a Ian di sapere la verità, ma Spencer prende in mano le redini della situazione e gli dice che l’episodio a cui alludeva Emily era quello del loro bacio segreto.
Mentre Ezra tranquillizza Aria sull’amare solo ed esclusivamente lei, Spencer e Hanna, dopo aver messo a letto Emily, ritrovano il computer nella cucina di casa Hastings, senza più il video incriminante, ma, in compenso, A ha lasciato loro una fotografia di Alison, la sera della sua morte, fuori il fienile di Spencer con un’ombra distorta dietro di lei.
Sul finire della maratona, Ella, responsabile del guardaroba, riconsegna i tipici giacca e guanti neri in pelle di A a un invitato, chiaro riferimento che lo stalker era ed è molto più vicino alle ragazze di quanto si possa pensare.
- Guest star: Ryan Merriman (Ian Thomas), Torrey DeVitto (Melissa Hastings), Brendan Robinson (Lucas Gottesman), Chuck Hittinger (Sean Ackard), Tyler Blackburn (Caleb Rivers), Alona Tal (Simone), Kristen Cloke (Susan).

## Bugie, ancora bugie
- Titolo originale: If at First You Don't Succeed, Lie, Lie Again
- Diretto da: Ron Lagomarsino
- Scritto da: Maya Goldsmith

### Trama
Spencer garantisce ad Aria un vero e proprio primo appuntamento allo scoperto con Ezra all’inaugurazione di un museo d’arte di Philadelphia, ma, purtroppo, l’evento potrebbe essere a rischio, giacché A ha in serbo un nuovo lavoretto per Hanna, ancora una pedina nelle sue mani: la ragazza deve far recapitare anonimamente a Ella un biglietto gratuito per il medesimo museo, così da farle scoperchiare da sola la relazione della figlia. Inizialmente combattuta, Hanna si decide a sottostare alle regole di A per salvare sua madre, soprattutto perché sta per tornare in città la signora Potter, cioè l’anziana signora derubata dei soldi da Ashley.
Hanna, però, subito viene inghiottita dai sensi di colpa, ma diverse ore di detenzione scolastica le vietano di porre rimedio all’imminente disastro. Fortunatamente, l’auto di Ella subisce un danno improvviso (in realtà causato da Caleb, che Hanna aveva indirettamente avvisato della faccenda), così, dopo molto tempo, alla fine è Byron ad accompagnarla a Philadelphia, dove entrambi si fanno trasportare dai sentimenti che continuano a provare l’uno per l’altra. In questo modo, Ella non partecipa alla mostra e Aria ed Ezra sono sani e salvi. Oltretutto, il caso vuole che la signora Potter sia vittima di un infarto che sfiora per un pelo la condanna ad Ashley.
Nel frattempo, Emily riscontra problematiche con Paige McCullers, un’arrogante compagna della sua squadra di nuoto, le “Sharks”, con cui entra in competizione per il titolo di capitano. Paige cerca di ferire Emily dapprima esprimendo battute omofobe sul suo conto, per le quali verrà accusata da Spencer, e poi, in un atto estremo, per poco non la fa annegare nella piscina.
Spencer, intanto, mediante un regalino fatto da Paige alle sue compagne di squadra per corromperle, risale all’emporio che ha realizzato i braccialetti in corda di Alison. La ragazza chiede un incontro con la proprietaria per riuscire a scoprire l’identità della persona che ha comprato il secondo bracciale falso di Alison, ma, sorprendentemente, risulta che l’acquirente sia stata proprio lei stessa. Frastornata, Spencer pensa ad altro e spedisce a Jason, ritornato a Rosewood, la foto di Alison datale da A. Un’analisi approfondita comprova che la fotografia è autentica, invero Jason afferma di averla potuto benissimamente scattare lui, ma di non averne memoria poiché quell’estate era per lo più sotto l’effetto di droghe pesanti che gli hanno annebbiato la mente; il fatto più eclatante è che anche Ian prendeva parte alle scorribande di Jason dopo aver rotto con Melissa ed essersi trasferito in casa DiLaurentis.
Non sapendo più a cosa credere, Spencer rammenta un importante episodio che vedeva protagoniste lei e Alison la sera della sua scomparsa: Alison insisteva con le minacce di spiattellare a Melissa del bacio tra Spencer e Ian, al che Spencer le giurò di toglierle per sempre la corona da leader, dopodiché Alison uscì irata nel giardino degli Hastings, seguita da Spencer; è dunque la sua l’ombra nella fotografia dietro Alison.
- Guest star: Tyler Blackburn (Caleb Rivers), Parker Bagley (Jason DiLaurentis), Lindsey Shaw (Paige McCullers), Charlotte Rae (Bead Shop Woman), Paula Newsome (Coach Fulton).

## Sono un'amica
- Titolo originale: Je Suis Une Amie
- Diretto da: Chris Grismer
- Scritto da: Bryan M. Holdman

### Trama
Credendo che qualcuno voglia incolparla come già successo con Toby, Spencer si propone di fare da tutor al ragazzo per potersi aiutare a vicenda.
Aria sente odore di bugie nelle parole di Ella e Byron, che, in versioni differenti, cercano di giustificare dove si trovavano la sera precedente, mentre lei era al museo con Ezra. Quando trova addirittura il biglietto per la mostra che Hanna aveva mandato a Ella su forzatura di A, Aria teme di essere stata scoperta, così pedina il padre sino a scuola, a sera inoltrata, insieme a Hanna, che, preoccupata per quanto ha fatto, vuole far passare il tutto come una mera coincidenza. Nell’edificio, le due ragazze spiano Ella e Byron insieme, che discutono sul dire o meno ai figli del loro riavvicinamento, quando l’attenzione va a una sorta di nascondiglio nel condotto di aerazione che si pensa possa appartenere ad A. Subito dopo, compare Caleb, il vero “abitante” del ripostiglio, che utilizza per evadere dalla sua violenta famiglia affidataria. Hanna, quindi, gli fornisce un posto libero in casa sua all’insaputa di Ashley.
Intanto, la rivalità tra Emily e Paige arriva a livelli estremi, ma, in una notte piovosa, Paige si presenta sotto casa di Emily in lacrime per scusarsi di persona. Il giorno seguente, in cui avverrà una gara di nuoto, Paige dà forfait per le ferite riportate da un leggero incidente in bicicletta, consentendo a Emily di svolgere e vincere il match in tranquillità, ma quest’ultima, toccata dalla volontà di Paige di riparare ai suoi errori, inizia a stringerci amicizia.
Poco dopo la gara, un messaggio di A per Aria sprona Hanna a raccontare all’amica la verità sulle strane coincidenze tra lei e i suoi genitori, generando un punto di rottura nel loro rapporto.
L’ossessione di Spencer sulla colpevolezza di Ian fa sì che la ragazza litighi nuovamente con Melissa, la quale, di contro, le annuncia di essere incinta. Inoltre, Toby, evidentemente manipolato da Jenna, interrompe le sedute di tutoring con Spencer, ma le indirizza comunque un messaggio segreto in braille, ovvero la scrittura dei ciechi.
- Guest star: Tyler Blackburn (Caleb Rivers), Ryan Merriman (Ian Thomas), Keegan Allen (Toby Cavanaugh), Lindsey Shaw (Paige McCullers), Torrey DeVitto (Melissa Hastings), Paula Newsome (Coach Fulton).

## Messaggio in Braille
- Titolo originale: The New Normal
- Diretto da: Michael Grossman
- Scritto da: Joseph Dougherty

### Trama
Spencer sta aiutando Toby a rimanere al passo con le lezioni, visto che il ragazzo è agli arresti domiciliari e quindi non può andare a scuola. Nel libro di francese datole da Toby, Spencer trova un messaggio scritto in braille che, tradotto, sembra dica "BAD" ma, non capendone il senso, Spencer torna da Toby a chiedere spiegazioni. Il ragazzo, però, impegnato con il processo che potrebbe condannarlo per l'assassinio di Ali, le dice semplicemente che ha tradotto male.
A scuola, intanto, Emily deve affrontare la furia del padre di Paige, che la accusa di essere favorita dal coach di nuoto a causa della sua omosessualità. Ella, che dopo la separazione dal marito ha iniziato a lavorare a scuola come insegnante, racconterà l’accaduto a Pam, la quale scatenerà la sua ira contro il padre di Paige; questa azione la farà riavvicinare a sua figlia Emily.
Durante i colloqui genitori-insegnanti, Byron ha un duro scontro con Ezra, pensando che il professore di letteratura abbia intrapreso una storia segreta con la moglie. Capito l'equivoco, l'uomo si scusa con il giovane, invitandolo a uscire per bere una birra insieme.
Ashley, intanto, si trova di fronte al fatto che, dopo la morte improvvisa della signora Potter, alla quale aveva rubato parte dei risparmi da una cassetta di sicurezza in banca, suo nipote è tornato in città per riscuotere la sua eredità. Solo grazie all'intervento di Caleb, mal visto dalla donna, Ashley capirà l'imbroglio ed eviterà di finire nei guai a causa del "finto" nipote della signora Potter.
A casa Marin, nel frattempo, Hanna si avvicina molto a Caleb ma, quando le cose, tra i due, sembrano andare per il meglio, una nuova minaccia provienente da A li fa allontanare.
Intanto Spencer, sempre più vicina a Toby, lo accompagna a togliersi il localizzatore alla caviglia, dopo che le prove a suo carico sono risultate insufficienti per il suo arresto. Felici per la notizia, i due si ritrovano a passare del tempo insieme e, capito che il messaggio in braille scritto da Jenna non era "BAD" ma "214", le ragazze, con l'aiuto di Toby, devono ora capire a cosa è riferito quel numero.
Emily, nel frattempo, sta tornando a casa, quando sulla via incrocia Paige, che si scusa con lei per l'accaduto con il padre e che infine la bacia, lasciando la Liar del tutto attonita.
- Guest star: Tyler Blackburn (Caleb Rivers), Keegan Allen (Toby Cavanaugh), Tammin Sursok (Jenna Cavanaugh), Lindsey Shaw (Paige McCullers), Daniel Travis (James Leland), Connor Trinneer (Nick McCullers), Nia Peeples (Pam Fields).

## Il seme del male
- Titolo originale: The Badass Seed
- Diretto da: Paul Lazarus
- Scritto da: Oliver Goldstick e Francesca Rollins

### Trama
Mentre a scuola Ezra decide di mettere in scena l'opera letteraria "Il seme del male", aiutato da Aria e con protagoniste Spencer, Hanna e Mona, le ragazze cercano di affrontare, ancora una volta, gli scheletri nell'armadio che le riportano al passato, non dimenticando però il presente. I ricordi riportano le Liars indietro nel tempo, precisamente a una festa privata in cui Ali riuscì a farle entrare grazie a dei documenti falsi. Durante quella festa, le Liars videro Ian, all’epoca fidanzato con Melissa, appartarsi con una ragazza, mentre Alison era momentaneamente sparita.
Nel presente, Hanna fa colazione con la madre e si sente decisa a confessarle la presenza in casa loro di Caleb, prima che A crei scompiglio facendolo al posto suo, ma Ashley non è molto contenta della nuova amicizia della figlia, costringendola quindi a mantenere il segreto; dopodiché, Ashley esce per andare al lavoro. Convinti di essere rimasti soli, Hanna continua a prepararsi per la scuola, mentre Caleb va a fare la doccia. Improvvisamente, però, Ashley torna in casa per recuperare una cosa e Hanna è quindi costretta a entrare in doccia con Caleb, per evitare di farlo scoprire.
Intanto Spencer, che sta cercando di aiutare Emily a riappacificarsi tramite telefono con Maya, continua a parlare con Toby per scoprire la verità riguardo al numero scritto da Jenna ma, anche dopo aver rubato il telefono della ragazza cieca, i due non riescono a trovare le risposte che cercavano. Inoltre, Spencer vede Jenna e Ian, appartati in un angolo del giardino della scuola, parlare tra di loro; la ragazza comincia quindi a chiedersi come facciano i due a conoscersi.
Aria, che ultimamente sta avendo diversi problemi con Ezra, si trova costretta ad affrontare le conseguenze dell'uscita del ragazzo con suo padre Byron, che ha fatto emergere i sogni futuri dei due giovani, però contrastanti tra loro, creando un'aria tesa durante le prove per lo spettacolo.
Finite le prove, le ragazze stanno sistemando la scena, quando Spencer, aprendo un baule, trova una coppa di un torneo di golf vinto da Ian, sporca lateralmente di sangue. Preoccupate e convinte che quella sia l'arma del delitto di Ali, la portano subito dalla polizia per ulteriori accertamenti.
Finita la giornata, Spencer e Aria vanno a dormire da Emily, fermandosi però prima da Ezra, in modo tale che Aria possa mettergli in chiaro alcune cose riguardo alla loro relazione.
Hanna, tornata a casa sua, trova in soggiorno i vestiti di Caleb, il quale sta per andarsene per non causarle troppi problemi con la madre. I due si ritrovano faccia a faccia dopo l'incontro nella doccia di quella mattina e, alla fine, si lasciano andare a un caloroso bacio.
Il giorno dopo, a scuola, le ragazze attendono i risultati dei test effettuati sulla coppa, quando all’improvviso entra nel giardino la polizia: l'ispettore capo porta via con sé le quattro Liars, comunicando loro che quello trovato era un finto trofeo e che il sangue su di esso era di ratto. Le ragazze si avviano quindi verso l'auto della polizia sotto gli occhi di Ian e, nel contempo, ricevono un messaggio da parte di A, che le informa di essere stato lui ad aver messo lì il trofeo.
A  dà da mangiare a un topo chiuso in una gabbia. Accanto a esso ci sono altre due gabbie: sulle tre gabbie sono scritti rispettivamente i nomi di Aria, Hanna ed Emily, mentre la quarta gabbia, quella con sopra scritto il nome di Spencer, risulta essere vuota.
- Guest star: Janel Parrish (Mona Vanderwaal), Keegan Allen (Toby Cavanaugh), Tammin Sursok (Jenna Cavanaugh), Ryan Merriman (Ian Thomas), Tyler Blackburn (Caleb Rivers).

## Apparenze
- Titolo originale: A Person of Interest
- Diretto da: Ron Lagomarsino
- Scritto da: I. Marlene King e Jonell Lennon

### Trama
Durante l'interrogatorio con la polizia, le ragazze sono costrette a mentire riguardo ad alcune domande poste loro.
Tornata a casa, Spencer si trova di fronte a una dura realtà: i suoi genitori, sua sorella e Ian pensano che lei abbia bisogno di uno psicologo con il quale sfogarsi. Straziata dalle continue accuse della sua famiglia, Spencer spinge la polizia a continuare a cercare indizi mentre lei, insieme a Toby, scopre che il numero scritto da Jenna corrisponde al numero di una stanza d'albergo, accanto alla quale Toby decide di affittarne un'altra. Rimasti lì da soli, Spencer e Toby scoprono che Jenna si rifugia effettivamente nella stanza accanto e, per scoprire cosa faccia, i due decidono di passare la notte insieme. La mattina seguente, sentendo dei rumori provenire dalla stanza accanto, Toby e Spencer si fiondano lì, trovandoci però soltanto un messaggio da parte di A. Prima di tornare a casa, i due ragazzi si baciano.
Intanto, Emily incontra nuovamente Paige che, dopo averla evitata volontariamente, la invita a uscire e, durante la conversazione, le confessa di aver capito di essere lesbica grazie a lei. Dopo una bella serata passata assieme, Emily finisce per baciarla ma, durante il loro secondo appuntamento, capisce che Paige non è pronta per una cosa simile e decide quindi di rimanerle solo amica.
Nel frattempo, a casa sua, Hanna deve fare i conti con la madre che, oltre a non volere che la figlia frequenti Caleb, dopo aver scoperto che il ragazzo ha dormito da loro, lo caccia duramente, portando Hanna a seguirlo. I due ragazzi si accampano in tenda, parlano molto e finiscono per fare l'amore. Tornata a casa con l'intento di prendere alcune cose per poi andarsene di nuovo, Hanna spinge la madre a invitare Caleb a rimanere da loro; il ragazzo, ormai troppo coinvolto dalla famiglia Marin, fa una strana chiamata per informare qualcuno di misterioso che lui non può più andare avanti e che quindi si tira fuori.
Aria è turbata dal fatto che Ezra e Jenna trascorrano molto tempo insieme a causa di un copione scritto dalla ragazza cieca. Per conoscere meglio la giovane, Ezra fa molte domande ad Aria riguardo alla vita di Jenna, costringendo la ragazza a raccontargli continue bugie che, sotto consiglio di Emily, fanno sorgere in Aria la voglia di confessare tutta la verità al suo ragazzo. Alla fine Aria racconta tutto sull’incidente che ha reso cieca Jenna a Ezra che, nonostante ciò, non cambia i suoi sentimenti verso di lei.
Quella sera, Spencer torna a casa e, dopo aver ricevuto una confessione scottante dalla sorella Melissa, viene informata che la polizia la sta aspettando, quindi avverte subito le sue amiche. Nel frattempo le altre tre ricevono un messaggio da parte di A, che dice loro che ora Spencer è ufficialmente indagata per l'omicidio di Alison. Le ragazze sono però ignare del fatto che, da casa sua, A le stia osservando tramite una videocamera nascosta.
- Guest star: Ryan Merriman (Ian Thomas), Torrey DeVitto (Melissa Hastings), Keegan Allen (Toby Cavanaugh), Tyler Blackburn (Caleb Rivers), Lindsey Shaw (Paige McCullers), Tammin Sursok (Jenna Cavanaugh), Lesley Fera (Veronica Hastings), Nolan North (Peter Hastings), Yani Gellman (Garrett Reynolds).

## Qualcuno che mi protegga
- Titolo originale: Someone to Watch Over Me
- Diretto da: Arlene Sanford
- Scritto da: Joseph Dougherty

### Trama
Visti i sospetti su Spencer, la polizia perquisisce casa sua, compresa la sua camera da letto, per portare via delle prove. Sconvolta per l'accaduto e dopo aver raccontato tutto alle amiche, Spencer trova l'appoggio di Toby che, essendoci già passato, sa come comportarsi in certe situazioni.
La storia di Hanna e Caleb, intanto, sembra andare a gonfie vele, fino a quando Emily e Aria non ascoltano una conversazione ambigua del ragazzo e, poco dopo, Hanna nota al collo di Jenna un ciondolo visto poco prima nello zaino di Caleb. Dopo aver parlato con lui e dopo aver scoperto che 214 è la combinazione del suo armadietto, Hanna capisce che Caleb si è avvicinato a lei per conto di Jenna e così, infuriata e delusa, lo caccia di casa e il giorno seguente schiaffeggia anche la ragazza.
A casa di Aria, nel frattempo, le cose sembrano migliorare, fino a quando la ragazza, per errore, manda un messaggio destinato a Ezra alla madre, facendo nascere nuove discussioni tra i genitori che, dopo un iniziale riavvicinamento, alla fine decidono di non affrettare i tempi.
Dopo la "rottura" con Paige, Emily cerca di andare avanti e superare la cosa. Paige però, dopo essere uscita con Sean, corre da Emily confessandole di sentirsi falsa a uscire con un ragazzo per poi, infine, baciarla nuovamente.
Finita la stressante giornata, Spencer torna a casa, dove trova Ian ad attenderla; il ragazzo, dopo una strana conversazione, se ne va a dormire. Poco dopo, rincasa anche Veronica, la quale comunica alla figlia che il mandato di perquisizione nei suoi confronti è cessato ma che, tra le sue cose, i poliziotti hanno trovato una prova: nel braccialetto in corda regalatole anni prima da Alison, sono state rinvenute delle fibre del cardigan di Toby che la sua amica indossava la sera della sua morte. Sconvolta, Spencer viene consolata dalla madre che, come lei, pensa che qualcuno voglia incastrarla per l’omicidio di Ali.
Hanna è in lacrime dopo la rottura con Caleb mentre, in un'altra casa, A prepara l'ennesimo messaggio per le ragazze, stavolta diretto proprio a Hanna.
- Guest star: Ryan Merriman (Ian Thomas), Tyler Blackburn (Caleb Rivers), Keegan Allen (Toby Cavanaugh), Lesley Fera (Veronica Hastings), Lindsey Shaw (Paige McCullers), Tammin Sursok (Jenna Cavanaugh), Yani Gellman (Garrett Reynolds), Chuck Hittinger (Sean Ackard).

## La chiave
- Titolo originale: Monsters in the End
- Diretto da: Chris Grismer
- Scritto da: Oliver Goldstick

### Trama
Dopo quanto successo con Caleb, le ragazze continuano a porsi domande sull'identità di A, spingendo così Hanna a parlare di nuovo con il suo ex ragazzo che, mortificato, le dice che Jenna sta cercando una chiave da loro, chiave di cui però nessuna delle Liars è a conoscenza. Dopo aver capito che Hanna non vuole perdonarlo, Caleb va a casa sua per salutarla e dirle definitivamente addio; qui però ha un'intensa chiacchierata con Ashley, durante la quale la donna capisce di essersi sbagliata sul conto del ragazzo. Mandato da Ashley alla fiera in cui si trova Hanna, Caleb cerca di consegnarle una lettera in cui le dice di amarla ma, intercettata da Mona, la lettera non arriverà mai nelle mani della ragazza.
Spencer, intanto, deve fronteggiare i pettegolezzi della gente, che spingono la madre a impedirle di vedere Toby, cosa che lei però non fa. Incontrato il ragazzo sotto gli occhi di Garrett Reynolds, il giovane poliziotto che la segue e la tiene d'occhio per via delle indagini su Ali, Spencer dà appuntamento a Toby alla fiera che si svolgerà quella sera stessa in città.
Aria, cercando di tenere ancora più segreta la sua storia con Ezra, scopre delle foto di lui insieme a un'altra ragazza, che successivamente Ezra confesserà essere niente meno che la sua ex, Jackie Molina. Tempo prima, Jackie era quasi divenuta sua moglie, anche se alla fine lasciò Ezra poco prima del matrimonio, annullando il loro fidanzamento.
Emily, dopo la serata passata con Paige, pensa che ora le cose possano andare meglio, tra di loro, quindi contatta Samara Cook, una ragazza del college che fa parte di un gruppo a sostegno di problemi legati all'omosessualità. Paige però non si presenta all'incontro ed Emily, parlando con Samara, capisce che non è il futuro con Paige quello che realmente vuole. Tornata a casa e dopo aver ricevuto l'ennesimo messaggio di A, Emily ha un flashback che la riporta indietro nel tempo a un momento vissuto con Alison che, caso vuole, poco dopo si rivelerà essere fondamentale per trovare la famosa chiave che tanto voleva Jenna.
Durante la fiera, Emily manda un messaggio alle amiche per farsi raggiungere e parlare loro della chiave, così Aria si congeda da Ezra che, poco dopo, riceve la visita di Garrett, andato da lui per parlargli del suo rapporto con Aria. Dopo che Emily viene raggiunta da Aria e Hanna, quest’ultima, nonostante veda Caleb, in lontananza, salire su un autobus e partire, decide di lasciarlo andare.
Intanto Spencer, aspettando Toby alla fiera, cade in una trappola di A e solo grazie all'aiuto di Ian riesce a salvarsi. Uscita dalla trappola, la ragazza trova Toby ad attenderla e, sebbene in un primo momento gli volti le spalle per seguire la sua famiglia, alla fine Spencer si volta nuovamente per correre da lui e mostrargli tutto il suo amore, baciandolo con passione sotto agli occhi di sua madre e sua sorella.
Nel frattempo, Emily, Hanna e Aria scoprono cosa nasconde la porta che può essere aperta grazie alla famosa chiave: una pen-drive. Poco dopo, le tre ragazze guardano i file contenuti sulla pen-drive: sono video di loro cinque assieme, a significare che qualcuno, da anni, le spiava. Motivo per cui Alison, che evidentemente aveva scoperto il tutto, è stata uccisa.
Fuori dall’appartamento di Ezra, intanto, A ruba la chiave di casa nascosta sotto lo zerbino dell'uomo.
- Guest star: Janel Parrish (Mona Vanderwaal), Ryan Merriman (Ian Thomas), Tyler Blackburn (Caleb Rivers), Keegan Allen (Toby Cavanaugh), Lesley Fera (Veronica Hastings), Lindsey Shaw (Paige McCullers), Tammin Sursok (Jenna Cavanaugh), Yani Gellman (Garrett Reynolds), Torrey DeVitto (Melissa Hastings), Claire Holt (Samara), Paula Cale (Mrs. Ackard).

## Per chi suona la campana
- Titolo originale: For Whom the Bell Tolls
- Diretto da: Lesli Linka Glatter
- Scritto da: I. Marlene King

### Trama
Dopo aver informato Spencer, le ragazze sono ancora sconvolte per aver visto i video contenuti sulla pen-drive. Capiscono inoltre che dietro tutto c'è Ian e, alla fine, affrontano Jenna che, dopo un po’, racconta loro la verità riguardo a quanto successe il giorno in cui Ali andò a trovarla in ospedale, a seguito dell’incidente che la rese cieca.
Sicure di quanto sanno, le ragazze decidono di incastrare Ian, ricattandolo e chiedendogli un riscatto, altrimenti loro consegneranno i suoi video amatoriali alla polizia. Pronto il piano, ognuna di loro si prepara in maniera diversa: Spencer si lascia coccolare da Toby, il quale, sapendo tutto, le è vicino e pronto ad aiutarla; Aria ha scoperto che Ezra lascerà il Liceo di Rosewood per andare a insegnare al college, in modo tale che i due possano uscire allo scoperto, ma la sua felicità verrà spenta non appena la ragazza scoprirà che nello stesso college insegna anche Jackie.
Hanna, in lacrime per la partenza di Caleb, cancella il suo numero, ignara sia della lettera che della chiamata che il ragazzo le ha fatto, entrambe intercettate da Mona. Lucas, però, ha scoperto tutto e decide quindi di andare a prendere Caleb in Arizona, dove momentaneamente il ragazzo si è rifugiato.
Emily, dopo aver parlato con Garrett, deve fronteggiare la madre, pronta a fare i bagagli per trasferirsi in Texas, alla base militare dove è stato recentemente spedito Wayne.
Jenna chiama Ian per informarlo riguardo a quanto le ragazze sanno, mentre nella sua stanza entra il poliziotto Garrett, a conoscenza di tutto, che infine la bacia.
Il momento dell'incontro con Ian è finalmente arrivato, ma Spencer rimane coinvolta in un incidente stradale con Melissa e quindi la porta subito in ospedale. All'appuntamento, intanto, giunge Garrett, chiamato dalle ragazze per aiutarle a fronteggiare Ian ma, quando l'auto sospetta arriva, a scendere non è Ian, bensì un ragazzo che funge da messaggero. Poco dopo, chiamando Spencer, le Liars scoprono dell'incidente e quindi vogliono subito raggiungerla in ospedale ma, nel frattempo, la ragazza è tornata in chiesa a prendere il telefono di Melissa, precedentemente dimenticato lì. Qui, Spencer ha un duro scontro con Ian, al quale finisce per lanciar contro la pen-drive contenente i video incriminanti. Il ragazzo, furioso per essere stato scoperto, tenta di ammazzarla. In preda al panico, Spencer chiama Emily per poi scappare verso il campanile. Arrivata in cima e ascoltata dalle amiche al telefono, Spencer viene aggredita da Ian, che cerca di ucciderla buttandola di sotto, ma il repentino intervento di colui che è presumibilmente A lo ferma, facendolo cadere di sotto. Una volta riunitesi, le quattro amiche chiamano la polizia sconvolte ma, all’arrivo degli agenti in chiesa, il corpo di Ian risulta scomparso.
Alla fine le ragazze ricevono l'ennesimo messaggio di A, che comunica loro che tutto quanto finirà solo quando lui/lei lo vorrà.
- Guest star: Janel Parrish (Mona Vanderwaal), Keegan Allen (Toby Cavanaugh), Tammin Sursok (Jenna Cavanaugh), Ryan Merriman (Ian Thomas), Torrey DeVitto (Melissa Hastings), Tyler Blackburn (Caleb Rivers), Brant Daugherty (Noel Kahn), Yani Gellman (Garrett Reynolds), Brendan Robinson (Lucas Gottesman), Lesley Fera (Veronica Hastings), Jim Titus (Agente Barry Maple), Paloma Guzmán (Jackie Molina), Nia Peeples (Pam Fields).